# La Planée
La Planée település Franciaországban, Doubs megyében. Lakosainak száma 325 fő (2022. január 1.). La Planée Granges-Narboz, Bouverans, Malpas, Oye-et-Pallet, La Rivière-Drugeon, Sainte-Colombe és Vaux-et-Chantegrue községekkel határos.

## Népesség
A település népességének változása:
| Lakosok száma | 167  | 154  | 167  | 225  | 250  | 261  | 296  | 314  | 315  | 325  |
|               | 1968 | 1982 | 1990 | 2006 | 2013 | 2015 | 2017 | 2019 | 2020 | 2022 |